# خوستاف فان اسلمبراوک
خوستاف فان اسلمبراوک (انگلیسی: Gustaaf Van Slembrouck; ۲۵ مارس ۱۹۰۲ – ۷ ژوئیهٔ ۱۹۶۸) دوچرخه‌سوار اهل بلژیک بود.